# Кондофури
Кондофури је насеље у Италији у округу Ређо ди Калабрија, региону Калабрија.
Према процени из 2011. у насељу је живело 237 становника. Насеље се налази на надморској висини од 335 м.

## Становништво
| 1951. | 1961. | 1971. | 1981. | 1991. | 2001. | 2011. |
| ----- | ----- | ----- | ----- | ----- | ----- | ----- |
| 5.865 | 5.777 | 5.447 | 5.316 | 5.461 | 5.055 | 5.074 |